# Vangueriella rufa
Vangueriella rufa är en måreväxtart som först beskrevs av Robyns, och fick sitt nu gällande namn av Bernard Verdcourt. Vangueriella rufa ingår i släktet Vangueriella och familjen måreväxter.
Artens utbredningsområde är Gabon. Inga underarter finns listade i Catalogue of Life.